# Terminalia oxyphylla
Terminalia oxyphylla är en tvåhjärtbladig växtart som beskrevs av Friedrich Anton Wilhelm Miquel. Terminalia oxyphylla ingår i släktet Terminalia och familjen Combretaceae. Inga underarter finns listade i Catalogue of Life.